# فرودگاه یورین بی
فرودگاه یورین بی (به انگلیسی: Jurien Bay Airport) یک فرودگاه با کد یاتا JUR است . این فرودگاه در کشور استرالیا قرار دارد .